# Алексис Рен
Алексис Рене Глабах (23. новембар 1996), професионално позната као Алексис Рен, америчка је интернет звезда и модел.

## Младост
Дана 23. новембра 1996. године Рен (Алексис Рене Глабах) рођена је у Санта Моници, Калифорнији у Сједињеним Амричким Државама. Рен је одрасла у Санта Моници, Калифорнији где се школовала код куће. Одрасла је са две сестре и млађим братом.

## Каријера
Са тринаест година Рен је постала модел за Бренди Мелвил бренд. Постала је феномен друштвених мрежа са петнаест година, када је своје слике у црном бикинију позирајући поред базена објавила на мрежи Тамблер. Од тада појавила се у серији реклама за игрицу за мобилни телефон Фајнал Фантази 15: Нова Империја. Покренула је и линију активног веша Рен Актив. Рен је именовна за модел године у категорји нових модела за Спортс Илустрејтед Свимсуит 2018. године. Проглашена је за једну од познатих личности која ће се такмичити у 27. сезони Плеса са Звездама, 12. септембра 2018. године. Њен професионални партнер био је Алан Брстен. Рен и Брстен стигли су до финала и освојили четврто место 19. новембра 2018. године.
Била је на насловној страни часописа Максим у издању за август 2017. године, на насловној страни часописа Максим Мексико у издању за март 2018. године и део Спортс Илустрејтед нових модела купаћих костима за 2018. годину. Нашла се на листи Максима за 100 најпривлачнијих жена на свету 2019. године.
У октобру 2019. године глумила је Скарлет Џонс у музичком видеу за Ед Ширанову песму „Јужно од границе”. Пре тога учествовала је у музичком видеу за Кајгову песму „Није океј”.

## Лични живот
Њена мајка, нутриционистички експерт, умрла је 2014. од канцера дојке. Након мајчине смрти Рен је открила поремећај у исхрани, говорећи да је у „токсичном стању ума”.
У септембру 2019. откривено је да се Рен виђа са глумцем и колегом моделом Ноом Сентинеом. Сентинео је јавно потврдио везу 14. јануара 2020. објавом на свом Инстаграм профилу.